# Phrynobatrachus gutturosus
Espèce
Synonymes
- Arthroleptis gutturosus Chabanaud, 1921

Statut de conservation UICN

 LC  : Préoccupation mineure
Phrynobatrachus gutturosus est une espèce d'amphibiens de la famille des Phrynobatrachidae.

## Répartition
Cette espèce se rencontre au Bénin, en Côte d'Ivoire, au Ghana, en Guinée, en Guinée-Bissau, au Liberia, au Nigeria et au Sierra Leone. Sa présence est incertaine au Mali.

## Description
Phrynobatrachus gutturosus mesure de 14 à 16 mm pour les mâles, pour un poids de 0,31 à 0,41 g et de 17 à 19 mm pour les femelles, pour un poids de 0,51 à 0,72 g. Son dos est beige avec de nombreuses taches sombres parfois bordées de noir. Sa peau est rugueuse et présentent de nombreuses verrues.

## Publication originale
- Chabanaud, 1921 : Contributions à l'étude de la faune herpétologique de l'Afrique occidentale. II. Deuxième note. Bulletin du Comité d'Études Historiques et Scientifiques de l'Afrique Occidentale Française, vol. 1921, p. 445-472.